# هاجيمي إيساياما
هاجيمي إيساياما (باليابانية: 諫山創) (مواليد 29 أغسطس 1986) هو رسام ومؤلف مانغا ياباني. هو مؤلف المانغا الذي دخل عالم المانغا من أوسع أبوابه بتأليف مانغا هجوم العمالقة في عام 2009، فالسلسلة شهدت نجاحًا باهرًا، كما أن السلسلة حصلت على أنمي في سنة 2013. فالمانغا وصلت بدورها إلى مايقارب 74 مليون نسخة في مايو 2018.

## سيرته
ولد إيساياما في أوياما بمحافظة أويتا باليابان. درس في مدرسة هيتا رينكو الثانوية بعد تخرجه بدأ في تقديم أعمال المانغا إلى المسابقات.، ثم التحق ببرنامج تصميم المانغا بقسم الفنون في كيوشو غاكون. في عام 2006 دخل إلى المسابقة الكبرى التي تديرها دار نشر كودانشا وحصلت النسخة قصيرة من الهجـوم على العمالقة (باليابانية:進撃の巨人) (نقحرة: شينگكِي نو كيوجِن) على جائزة «العمل الجيد». في سن العشرين، انتقل إلى طوكيو وعمل في مقهى إنترنت من أجل ممارسة مهنته كـمانغاكا. سيتم لاحقًا تضمين هذه اللقطة في الدليل الاسترشادي للمسلسل وتضمينها في أول نسخة Blu-ray من الأنمي.
عرض عمله على مجلة شونن جمب الأسبوعية في مقرها بـشوئيشا، حيث نُصِحَ بتعديل أسلوبه وقصته لتكون أكثر ملاءمة لمنهجية المجلة. رفض الأمر وقرر بدلاً من ذلك تقديم عمله إلى مجلة شونن الأسبوعية.
دخل مسابقة تدار من قبل مجلة شونن الأسبوعية بنسختها الثمانين، وكان يتسابق على جائزة «المانغا المبتدئة» وحصل عمله "Heart Break One" على جائزة التشجيع الخاصة، وعمله الآخر «أورز» تم اختياره في العام التالي كعمل مختار بذات المسابقة.
في عام 2009، بدأ عمله التسلسلي الأول، هجوم العمالقة، في مجلة بيساتسو شونن. وفاز عن فئة الشونن في «جوائز كودانشا للمانغا» في نسختها الخامسة والثلاثين في عام 2011، تم ترشيح عمله لجائزة مانغا تايشو السنوية الرابعة وجائزة أوسامو تيزوكا الثقافية في نسختها السادسة عشرة، تم إصدار هجوم العمالقة باللغة الإنجليزية بواسطة كودانشا الولايات المتحدة وقد ألهمت خمس سلاسل مانغا جانبية وثلاث سلاسل روائية خفيفة. ونقل متلفز للأنمي والعديد من الروايات المرئية وألعاب الفيديو وفيلم حي من جزأين. أقام منتجع بونغو أوياما هيبيكي نو ساتو في مسقط رأسه في محافظة أوياما، معرضًا مجانيًا يعرض نسخًا من مخطوطات إيساياما للمانغا في عام 2013. أقيم حدث خاص بهجوم العمالقة في مدينة هيتا في 1 نوفمبر 2014، ألقى إيساياما خطابًا في قاعة باتريا هيتا الثقافية بحضور حوالي 2500 متفرج. في اليوم التالي، عين رسميًا سفير السياحة في هيتا من قبل عمدة المدينة كيسوكي هارادا. في ديسمبر 2018، أعلن في مدونته أنه تزوج في وقت سابق من ذلك العام

## الأعمال
- "هجوم العمالقة" (進撃の巨人 Shingeki no Kyojin؟، من نوع وان شوت لسنة 2006)
- «تحطيم القلب» (2008)
- «أورز» (2008)
- هجوم العمالقة (進撃の巨人 Shingeki no Kyojin؟، 2009–2021)
- هجوم العمالقة الدّاخل (進撃の巨人 INSIDE 抗 Shingeki no Kyojin INSIDE Kou؟، 2013)
- هجوم العمالقة الخارج (進撃の巨人 OUTSIDE 攻 Shingeki no Kyojin OUTSIDE Osamu؟، 2013)
- هجوم الحماة (2014)
- «قتل البيدق» (2014) - الرسم من قِبل ريوجي ميناغاوا.

## الجوائز
| السنة | الجائزة                                          | تصنيف                                      | العمل                                    | نتيجة |
| ----- | ------------------------------------------------ | ------------------------------------------ | ---------------------------------------- | ----- |
| 2006  | Magazine Grand Prix                              | عمل رائع                                   | هجوم العمالقة (نسخة وان شوت)             | فوز   |
| 2008  | 80th شونن الأسبوعية Freshman Manga Award         | جائزة تحفيزية خاصة                         | تحطيم القلب                              | فوز   |
| 2008  | 81st Weekly Shōnen Magazine Freshman Manga Award | عمل مأخوذ                                  | أورز                                     | فوز   |
| 2011  | 35th جائزة كودانشا للمانغا                       | شونين                                      | هجوم العمالقة                            | فوز   |
| 2014  | 17th Micheluzzi Awards                           | أفضل السلاسل الأجنبية                      | هجوم العمالقة                            | فوز   |
| 2014  | جائزة هارفي السابعة والعشرون                     | Best American Edition of Foreign Material ‏ | هجوم العمالقة (نشر من طرف كودانشا و.م.أ) | فوز   |

## روابط خارجية
- هاجيمي إيساياما على موقع IMDb (الإنجليزية)
- هاجيمي إيساياما على موقع ميتاكريتيك (الإنجليزية)
- هاجيمي إيساياما على موقع روتن توميتوز (الإنجليزية)
- هاجيمي إيساياما على موقع ألو سيني (الفرنسية)
- هاجيمي إيساياما على موقع ميوزك برينز (الإنجليزية)
- هاجيمي إيساياما على موقع أول موفي (الإنجليزية)
- هاجيمي إيساياما على موقع قاعدة بيانات الفيلم (الإنجليزية)
- هاجيمي إيساياما على موقع كينوبويسك (الروسية)
- هاجيمي إيساياما على موقع ANN person (الإنجليزية)